# Ian Lawrence
Ian Elijah Lawrence Escoe  (Montes de Oca, San José, Costa Rica, 28 de mayo de 2002) es un futbolista costarricense que juega como lateral izquierdo en la Primera División de Costa Rica.

## Trayectoria
Lawrence inició su carrera por las escuelas de fútbol del Brujas y otra llamada futStars5. Fue campeón con el Colegio Saint Clare, en el campeonato de colegios privados donde participó. Llegó al Deportivo Saprissa a la edad de 9 años a finales de 2011, y luego de 8 años y medio consecutivos en la casa morada, el 3 de julio de 2019, aceptó la oferta de integrarse a la plantilla de Alajuelense.

### L. D. Alajuelense
El entrenador de Alajuelense, Andrés Carevic, fue quien hizo debutar a Ian en la máxima categoría en la última jornada de la fase regular del Torneo de Clausura 2020, en la que enfrentó como visita a Jicaral. El 10 de junio completó la totalidad de los minutos del empate a dos goles.

### A. D. Juventud Escazuceña
Como resultado del convenio entre Alajuelense y Escazuceña, Lawrence fue enviado a este club a préstamo para disputar el Torneo de Apertura 2020 de la Segunda División.

### L. D. Alajuelense
A partir de enero de 2021, Lawrence se reintegró al primer equipo de Alajuelense. Debutó en el Torneo de Clausura en la segunda jornada contra Limón, jugando los 90 minutos del triunfo 0-2 a favor de su club. El 3 de febrero conquistó su primer título en la institución mediante la victoria contra el Deportivo Saprissa por 3-2 en la final de Liga Concacaf.
El 12 de octubre de 2021, Ian convirtió su primer gol que significó la victoria 1-0 sobre el Santos de Guápiles, tras un remate de derecha dentro del área ante un pase de Carlos Mora. El 12 de abril de 2022, firmó su extensión de contrato hasta diciembre de 2024.

## Selección nacional

### Categorías inferiores
El 23 de abril de 2019, Lawrence fue convocado a la Selección Sub-17 de Costa Rica del técnico Cristian Salomón, para disputar el Campeonato de la Concacaf de la categoría. Debutó como titular en el primer partido contra Panamá (2-2), de la misma manera apareció en el once inicial frente a Curazao (0-3) así como del último duelo ante Surinam (0-6). El 9 de mayo su selección venció a Nicaragua por 2-1 en los octavos de final, pero tres días después cayó en penales frente a Canadá, por lo que se quedó sin la oportunidad de asistir al Mundial de Brasil de ese año.

#### Participaciones en juveniles
| Competición                           | Sede           | Resultado        | Partidos | Goles |
| ------------------------------------- | -------------- | ---------------- | -------- | ----- |
| Campeonato Sub-17 de la Concacaf 2019 | Estados Unidos | Cuartos de final | 4        | 0     |

### Selección absoluta
El 18 de marzo de 2022, fue convocado por primera vez para un partido de la Selección de Costa Rica dirigida por Luis Fernando Suárez, para enfrentar el cierre de la eliminatoria mundialista. Debutó el 27 de marzo contra el El Salvador (1-2) en el Estadio Cuscatlán, ingresando casi al cierre del partido por Bryan Oviedo. Tuvo su primera titularidad en la victoria de tres días después sobre Estados Unidos (2-0).
El 13 de mayo de 2022, fue convocado a la lista de Suárez para la preparación de cara a la Liga de Naciones de la Concacaf. El 5 de junio tuvo su debut por competencia oficial en el segundo compromiso del grupo frente a Martinica (victoria 2-0), entrando de cambio en el entretiempo por Bryan Oviedo.
El 14 de junio de 2022, estuvo en la suplencia en el partido donde su combinado selló la clasificación a la Copa Mundial tras vencer 1-0 a Nueva Zelanda, por la repesca intercontinental celebrada en el país anfitrión Catar.
El 30 de agosto de 2023, fue convocado por el director técnico Claudio Vivas en una gira hacia Europa contra los encuentros amistosos ante Arabia Saudita y Emiratos Árabes Unidos.

## Estadísticas

### Clubes
| Club                      | País       | Año               | Partidos | Goles |
| ------------------------- | ---------- | ----------------- | -------- | ----- |
| L. D. Alajuelense         | Costa Rica | 2020              | 1        | 0     |
| A. D. Juventud Escazuceña | Costa Rica | 2020              | 6        | 0     |
| L. D. Alajuelense         | Costa Rica | 2021 - Actualidad | 42       | 1     |

### Selección
Actualizado al último partido jugado el 5 de junio de 2022.
| Costa Rica |                 |   |   |   |   |   |   |   |   |
| 2022 | 1               | 0 | 2 | 0 | — | — | 3 | 0 |   |
| Total selección | Total selección | 1 | 0 | 2 | 0 | — | — | 3 | 0 |
| (1) Incluye datos de la Liga de Naciones de la Concacaf (2022). (2) Incluye datos de la Eliminatoria de Concacaf para la Copa Mundial (2022). |                 |   |   |   |   |   |   |   |   |

## Palmarés

### Títulos nacionales
| Título               | Club              | País       | Año  |
| -------------------- | ----------------- | ---------- | ---- |
| Recopa de Costa Rica | L. D. Alajuelense | Costa Rica | 2024 |

### Títulos internacionales
| Título                           | Club              | Sede     | Año  |
| -------------------------------- | ----------------- | -------- | ---- |
| Liga Concacaf                    | L. D. Alajuelense | Alajuela | 2021 |
| Copa Centroamericana de Concacaf | L. D. Alajuelense | Alajuela | 2023 |
| Copa Centroamericana de Concacaf | L. D. Alajuelense | Alajuela | 2024 |